# Eunapi
Eunapi (en llatí Eunapius, en grec Εὐνάριος) va ser un sofista i historiador grec que va néixer a Sardes l'any 347 i va viure fins al regnat de l'emperador Teodosi II.
Es va educar a Sardes amb el sofista Crisanzi que el va ensenyar l'amor a la religió pagana i l'odi a les cristianes. Als setze anys va anar a Atenes i va rebre classes de Proeresi (Proaeresius) que el va tractar com el seu propi fill. Sis anys després va anar a Egipte i després va anar a Frígia on va aprendre medicina. Més tard va anar a Atenes on va romandre la resta de la seva vida ensenyant retòrica. Sembla que va tenir gran reputació, ja que en un determinat moment de la seva vida va exercir de Hierofanta en el culte dels Misteris d'Eleusis. Eunapi era hostil als cristians i al seu culte als màrtirs i a les relíquies, perquè per a ell això sonava a bruixeria, ja que els mags usaven tradicionalment parts de cadàvers i actuaven com a "enviats dels déus". Donar culte als morts en un temple que ara servia d'església era profanar l'antic santuari pagà. Per a un pagà, la mort era corrupció, i no es podia concebre la presència d'un cadàver en un temple.
Va escriure dues obres:
- Vida de filòsofs i sofistes (Βίοι φιλοσόφων καὶ σοφιστῶν), que es conserva, amb 23 biografies de sofistes quasi tots contemporanis seus.
- Continuació de la història de Publi Herenni Dexip (Μετὰ Δέξιππον χρονικὴ ἱστορία), en 14 llibres, que comença amb la mort de Claudi II el Gòtic el 270 i arriba fins al 404 quan Joan Crisòstom va ser enviat a l'exili, de la que només es conserven alguns fragments.